# Monuments et sites paléochrétiens de Rome

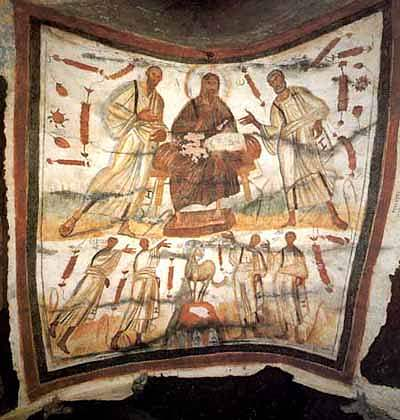
Le Christ entre saint Pierre et saint Paul, fresque du IVe siècle, catacombe des saints Marcellin et Pierre.

Les monuments et sites paléochrétiens de Rome, datant du Ier au IVe siècle, témoignent des débuts du christianisme à Rome. Ce sont notamment des nécropoles comme les catacombes ou la nécropole vaticane, datant des premiers siècles, et les vestiges de basiliques chrétiennes primitives.

## Contexte historique
Rome connut très tôt une communauté juive au sein de laquelle prit naissance une communauté chrétienne, visitée par les apôtres  Pierre et  Paul. Des vestiges et des traditions se rattachent à l'époque même de l'incendie de Néron en 64, à la suite duquel les Chrétiens, dont saints Pierre et Paul, furent persécutés. Jusqu'à la Paix de l'Église (313), les monuments paléochrétiens sont essentiellement des cimetières (catacombes). Ensuite furent construites des basiliques monumentales, qui sont contemporaines des derniers monuments profanes (Arc et Thermes de Constantin).
Nombre de monuments plus récents sont construits sur des sites antiques, auxquels ils sont souvent liés (comme Sainte-Agnès-en-Agone, sur le stade de Domitien, actuelle place Navone, où la martyre a souffert sa passion). Parfois, des sites profanes sont marqués de souvenirs chrétiens (comme le Tullianum, où aurait été emprisonné saint Pierre).
Contrairement à l'opinion commune, peu de temples païens ont été transformés en églises avant le Moyen Âge (sauf le Panthéon, cependant plus de 2 siècles après sa désaffectation). En revanche, certains monuments civils (Curie romaine, longtemps église Saint-Adrien) ont subi de telles transformations, qui leur ont généralement valu d'être préservés à travers les siècles.

## Monuments et sites funéraires
La tombe de saint Pierre, installée dans une nécropole païenne proche du lieu de son exécution, a été retrouvée exactement dans l'axe de la basilique vaticane (site archéologique visitable sur demande spéciale). Celle de saint Paul se trouve sur la voie Ostienne, au sud de la ville (actuelle basilique Saint-Paul-hors-les-murs).
Les catacombes sont des cimetières souterrains, installés, comme le voulait la règle, hors des murs de la ville. À la différence de la plupart des païens, qui pratiquaient généralement la crémation des morts, juifs et chrétiens inhumaient leurs défunts. Pour cette raison, des cimetières durent être créés et la cherté du terrain a conduit à la création de cimetières souterrains, à plusieurs étages, parfois ornés de fresques.
La présence de tombes vénérées (martyrs) a amené les fidèles à chercher à se faire ensevelir à proximité et, plus tard, a conduit l'Eglise à construire des basiliques proches ou au-dessus des catacombes (Saint Sébastien, Sainte-Agnès-hors-les-Murs, etc.) et à les aménager pour les pèlerins. Les inscriptions monumentales en vers du pape Damase Ier, placées dans les basiliques et dans les catacombes, offrent parmi les plus beaux exemples d'épigraphie antique. Durant les premiers siècles du Moyen Âge, les catacombes seront peu à peu fermées voire oubliées (hormis Saint-Sébastien) et les lieux de culte concentrés intra muros.

## Basiliques paléochrétiennes
Continuellement desservies et visitées depuis la fin de l'Antiquité, les quatre basiliques majeures (Saint-Pierre, Saint-Paul, Saint-Jean-de-Latran, Sainte-Marie-Majeure) et les nombreuses basiliques mineures (Saint-Laurent, Sainte-Croix-en-Jérusalem, Saint-Sébastien, Sainte-Agnès, Sainte-Marie-du-Trastevere, etc.) ne conservent parfois d'antique que les reliques vénérées et leurs fondations, mais plus souvent aussi leurs murs, cachés sous un revêtement aussi précieux que tardif (Latran). Jusqu'à un incendie qui l'a dévastée au XIXe siècle, Saint-Paul-hors-les-Murs offrait un des plus parfaits exemples de basilique antique ; sa reconstruction permet d'avoir une bonne idée de l'aspect primitif de ces basiliques. Sainte-Sabine sur l'Aventin, « débaroquisée », est le meilleur exemple de sanctuaire paléochrétien ; même ses portes de bois sont antiques.
Ailleurs, on peut voir des fragments du décor antique, comme les mosaïques des parois latérales de Sainte-Marie-Majeure (autres mosaïques antiques : rotonde de Sainte-Constance, près de Sainte-Agnès). Les colonnes torses du Bernin à Saint-Pierre (baldaquin) sont inspirées de modèles antiques, qui ornaient la tombe de Pierre dans la basilique constantinienne, et qui ont été remontées sur les balcons des 4 piliers de la coupole. Ailleurs, ce sont des monuments antiques profanes qui fournissent colonnes ou plaques de marbre. Durant le haut Moyen Âge puis le Moyen Âge classique, les modèles antiques continueront d'inspirer architectes et artistes (Saint-Clément).